# Ivan Capelli
Ivan Franco Capelli (Milano, 24 maggio 1963) è un ex pilota automobilistico e telecronista sportivo italiano che ha gareggiato in Formula 1 dal 1985 al 1993.
Prima della Formula 1, in monoposto, ha vinto la Formula 3 italiana, la Formula 3 europea e l'International Formula 3000 rispettivamente nel 1983, nel 1984 e nel 1986. 

## Carriera

### Gli inizi
Discreto calciatore in gioventù, entrò nelle giovanili della Pro Sesto ma, a 15 anni, nel 1978, scelse la strada dell'automobilismo. Passò quindi alla Formula 3 italiana e dopo due anni, nel 1983, con la Scuderia Coloni vinse il titolo con record di vittorie stagionali (9 su 13 gare).
L'anno seguente Capelli passò, rimanendo legato al team Coloni, al Campionato europeo di Formula 3, che vinse al primo tentativo, aggiudicandosi 4 gare e vincendo anche il prestigioso Gran Premio di Monaco di Formula 3 davanti a Gerhard Berger. Lo stesso anno partecipò, con la Marlboro Theodore Racing, al Gran Premio di Macao, arrivando quinto.
Nel 1985 il pilota passò alla Formula 3000, alla guida di una March del team Genoa Racing. Il pilota italiano partecipò solo alla seconda metà della stagione dove ottenne la vittoria all'Österreichring (attuale Red Bull Ring) e il terzo posto al Donington Park. Capelli chiuse la stagione al settimo posto in classifica piloti.
Per la stagione 1986 della F3000, il pilota rimase legato al team Genoa Racing riuscendo a conquistare due gare e la vittoria finale davanti a Emanuele Pirro. Ritornò a correre anche nel Gran Premio di Macao, chiudendo undicesimo.

### Formula 1

#### Tyrrell (1985)
A fine stagione la Tyrrell offrì al pilota italiano la possibilità di esordire in Formula 1, disputando due Gran Premi: al debutto, nel Gran Premio d'Europa, Capelli si ritirò per incidente, ma in Australia conquistò un sorprendente quarto posto. Nonostante questo buon risultato la scuderia inglese non confermò Capelli per la stagione successiva, in quanto il pilota non disponeva di grandi sponsor.

#### AGS (1986)
L'anno seguente Capelli rimase quindi in Formula 3000, vincendo il Campionato europeo davanti ad Emanuele Pirro e Pierluigi Martini. Disputò anche due Gran Premi di Formula 1, alla guida di una AGS, ritirandosi però in entrambe le occasioni.

#### March (1987-1989)

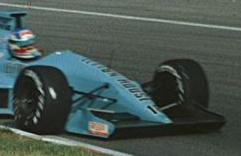
Capelli con la Leyton House al Gran Premio del Canada del 1988.

Nel 1987 Capelli cominciò a correre stabilmente in Formula 1, essendo stato ingaggiato dal rinato team March; la scuderia inglese, dopo cinque anni di assenza, era tornata in Formula 1 grazie alla sponsorizzazione della casa finanziaria giapponese Leyton House. La prima stagione, nonostante il budget della scuderia non fosse eccezionale, fu piuttosto positiva e Capelli conquistò un punto nel Gran Premio di Monaco. La monoposto per la stagione successiva fu progettata da Adrian Newey, che aveva già lavorato per la March nei primi anni ottanta; nonostante alcune difficoltà iniziali, dovute anche alla mancanza di spazio nell'abitacolo, la vettura si dimostrò competitiva, permettendo a Capelli di conquistare diversi arrivi a punti e un secondo posto nel Gran Premio del Portogallo. Il pilota italiano chiuse la stagione al settimo posto, con diciassette punti, che rimarranno il suo miglior risultato in carriera; nel penultimo Gran Premio in Giappone, che vide Ayrton Senna conquistare il suo primo titolo mondiale, fu addirittura in lotta per la vittoria nei giri iniziali con Alain Prost, arrivando anche a condurre la gara per poche centinaia di metri, prima di essere costretto al ritiro per un guasto meccanico. Il team conquistò la sesta posizione nel campionato costruttori.

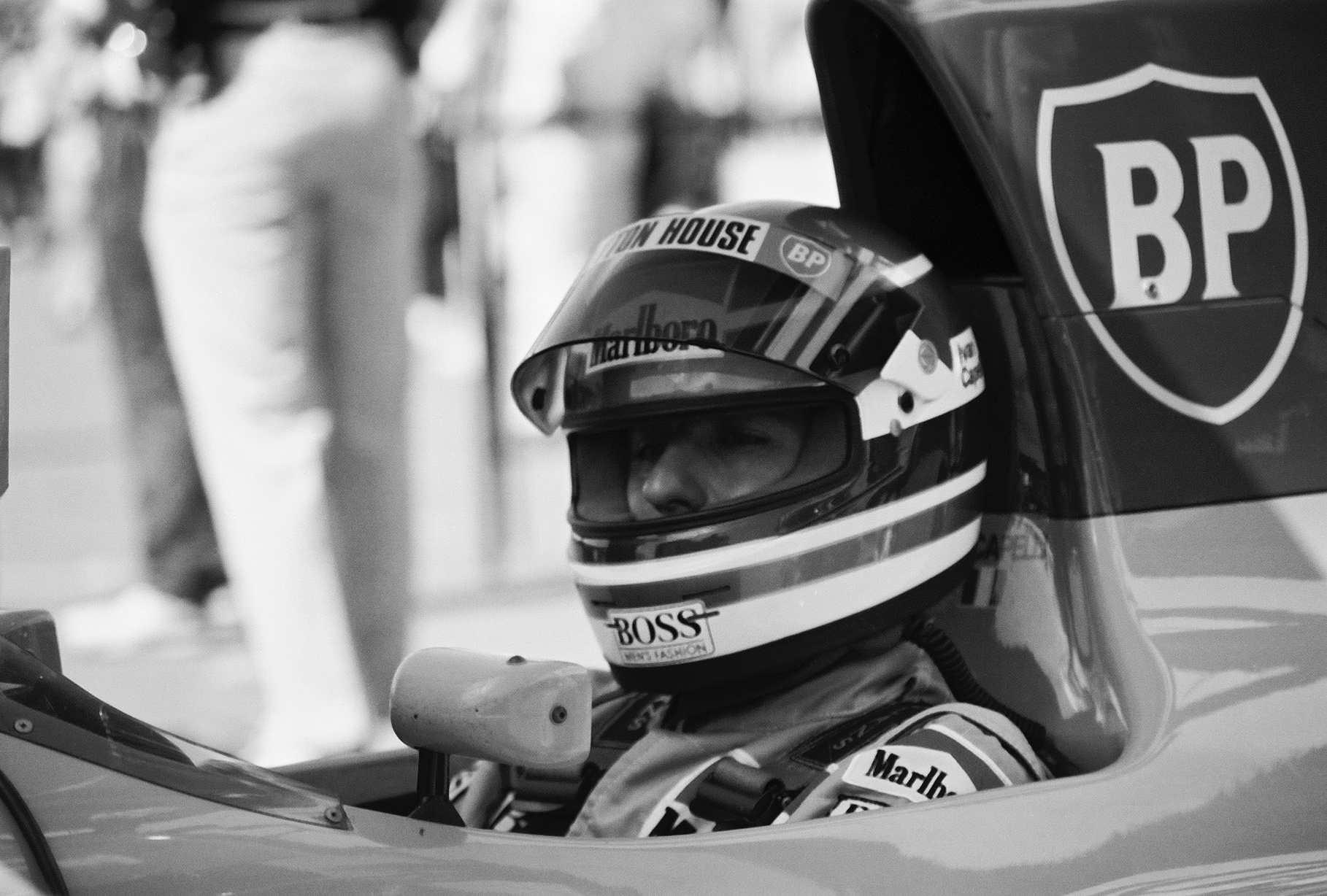
Capelli sulla griglia di partenza del Gran Premio degli Stati Uniti nel 1991, con la Leyton House.

Il 1989 fu però una stagione difficile sia per Capelli che per il team, in difficoltà economiche; la nuova March CG891, progettata sempre da Newey, si rivelò difficile da guidare e da assettare, a causa di un'aerodinamica troppo complessa; a questo si aggiunsero cronici problemi di affidabilità, tanto che il pilota italiano giunse al traguardo solo due volte, sempre fuori dalla zona punti.

#### Leyton House (1990-1991)
Le difficoltà economiche spinsero la March a cedere il team alla Leyton House; lo staff tecnico rimase tuttavia pressoché invariato e la vettura per la stagione 1990, la CG901, fu disegnata ancora da Adrian Newey. Pur essendo più affidabile della monoposto dell'anno precedente, la CG901 si rivelò altrettanto difficile da assettare e soprattutto molto sensibile anche a delle piccole variazioni di altezza; dopo un inizio di stagione molto negativo, con addirittura due mancate qualifiche, nel Gran Premio di Francia, grazie ad alcune modifiche alla monoposto e ad un asfalto appena rifatto, che rendeva quindi la pista molto liscia, la vettura acquistò un'improvvisa competitività, permettendo a Capelli di qualificarsi tra i primi dieci. In gara il pilota italiano rimase addirittura a lungo in prima posizione, non avendo avuto la necessità di effettuare il cambio gomme, al contrario dei propri rivali; nell'ultima parte di gara fu però costretto a rallentare per problemi al motore, venendo superato all'ultimo giro da Alain Prost e chiudendo la corsa al secondo posto, unico arrivo a punti della stagione.

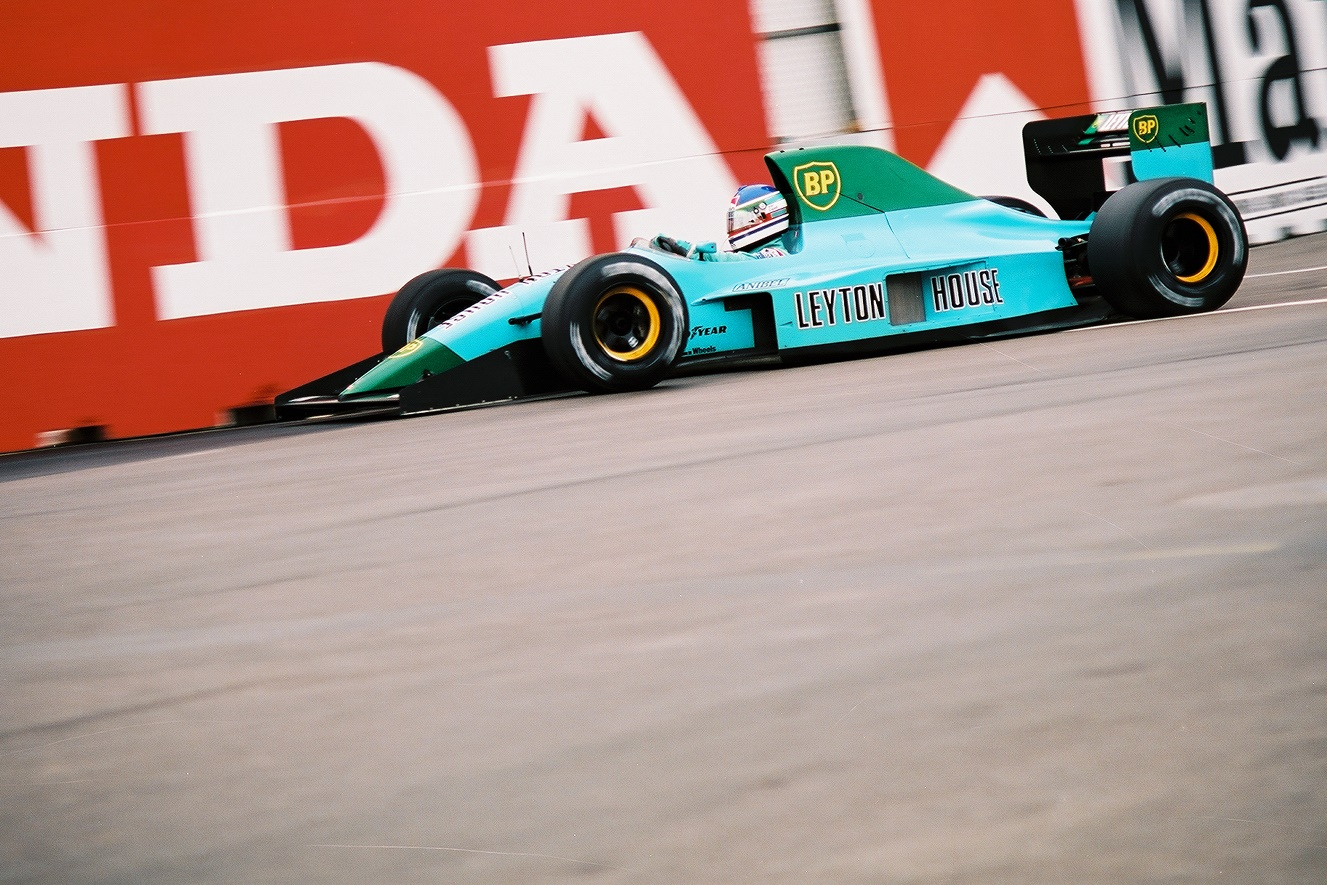
Ivan Capelli alla guida della sua Leyton House nella stagione 1991.

Il 1991 fu ancora più difficile; la situazione economica del team rimaneva complessa e la partenza di Newey e di diversi altri tecnici non migliorò le cose. Dopo nove ritiri consecutivi, Capelli conquistò l'unico punto della stagione per sé e per la squadra al Gran Premio d'Ungheria. Nelle ultime due gare della stagione il pilota italiano cedette il volante all'esordiente Karl Wendlinger, che portava dei nuovi sponsor al team.

#### Ferrari (1992)
Dopo aver risolto un precontratto firmato con la Scuderia Italia per il 1992, Capelli fu assunto dalla Ferrari. Quella che però avrebbe dovuto essere la stagione della sua consacrazione si trasformò in un disastro, con una vettura poco competitiva e affidabile nonché un ambiente molto pesante all'interno della squadra. I risultati furono molto al di sotto delle aspettative e Capelli, pur facendo segnare qualche buona prestazione in qualifica, ottenne in gara solo tre punti, frutto di un quinto e di un sesto posto. Il pilota italiano fu licenziato a due gare dal termine della stagione e sostituito dal collaudatore Nicola Larini.

#### Jordan (1993)
Per il 1993 Capelli si accordò con la Jordan; La vettura si rivelò subito essere poco competitiva. Nel Gran premio inaugurale, in Sudafrica, Capelli fu costretto al ritiro nelle primissime battute di gara. Nel Gran Premio del Brasile, la mancata qualificazione alla gara convinse il pilota italiano e il team a cessare consensualmente il contratto, ponendo così fine alla sua carriera in Formula 1.

### Dopo la Formula 1

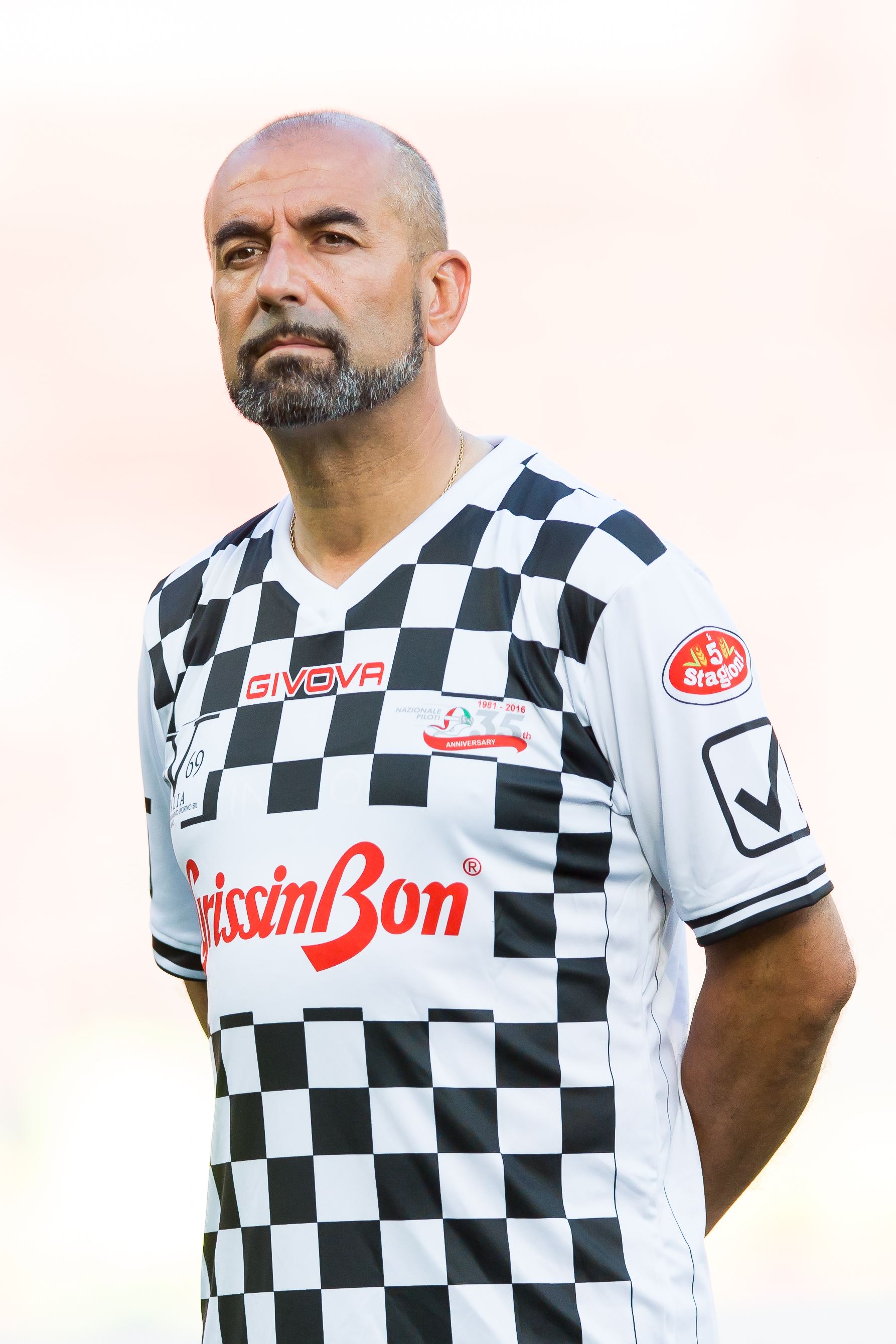
Capelli nel 2016, durante una partita con la nazionale piloti

Nel 1993 dopo aver lasciato la Formula 1 ha preso parte al Campionato italiano Superturismo e alla Coppa del mondo turismo tenutesi a Monza. Prende parte alla Super Tourenwagen Cup nel 1994 dal 1996, mentre nel 1995 partecipa anche alla 24 Ore di Le Mans con l'Honda NSX GT1.
Negli anni duemila continua il suo impegno in alcune gare riservate a vetture di Gran Turismo, ottenendo 3 vittorie nel Campionato Italiano Gran Turismo del 2006 riservato alle GT3.
Dal 1998 al 2017 ha commentato i Gran Premi di Formula 1 per Rai 1 e per Rai 2 con Gianfranco Mazzoni. Ha prestato la sua voce nel videogioco F1 2000 della Electronic Arts. Ha inoltre doppiato Darrell Cartrip in Cars - Motori ruggenti, in Cars 2 (affiancato da Gianfranco Mazzoni e Giancarlo Bruno) e in Cars 3. Nel 2018 è stato opinionista per la Formula 1 a TV8; ricopre lo stesso ruolo dal 2023 per Sky Sport F1.
Nel 2014 è stato eletto presidente dell'ACI Milano, ruolo ricoperto fino al 2018. Capelli è anche amministratore della società Motivegeeks Labs, fondata nel 2005.

## Risultati

### Risultati in F1
| 1985 | Scuderia | Vettura |  |  |  |  |  |  |  |  |  |  |  |  |  |     |  |   |  | Punti | Pos. |
| ---- | -------- | ------- |  |  |  |  |  |  |  |  |  |  |  |  |  | --- |  | - |  | ----- | ---- |
| 1985 | Tyrrell  | 014     |  |  |  |  |  |  |  |  |  |  |  |  |  | Rit |  | 4 |  | 3     | 17º  |

| 1986 | Scuderia | Vettura |  |  |  |  |  |  |  |  |  |  |  |  |     |     |  |  |  | Punti | Pos. |
| ---- | -------- | ------- |  |  |  |  |  |  |  |  |  |  |  |  | --- | --- |  |  |  | ----- | ---- |
| 1986 | AGS      | JH21C   |  |  |  |  |  |  |  |  |  |  |  |  | Rit | Rit |  |  |  | 0     |      |

| 1987 | Scuderia | Vettura |    |     |     |   |     |     |     |     |    |    |    |   |    |     |     |     |  | Punti | Pos. |
| ---- | -------- | ------- | -- | --- | --- | - | --- | --- | --- | --- | -- | -- | -- | - | -- | --- | --- | --- |  | ----- | ---- |
| 1987 | March    | 871     | NP | Rit | Rit | 6 | Rit | Rit | Rit | Rit | 10 | 11 | 13 | 9 | 12 | Rit | Rit | Rit |  | 1     | 19º  |

| 1988 | Scuderia | Vettura |     |     |    |    |   |    |   |     |   |     |   |   |   |     |     |   |  | Punti | Pos. |
| ---- | -------- | ------- | --- | --- | -- | -- | - | -- | - | --- | - | --- | - | - | - | --- | --- | - |  | ----- | ---- |
| 1988 | March    | 881     | Rit | Rit | 10 | 16 | 5 | NP | 9 | Rit | 5 | Rit | 3 | 5 | 2 | Rit | Rit | 6 |  | 17    | 7º   |

| 1989 | Scuderia | Vettura     |     |     |    |     |     |     |     |     |     |     |    |     |     |     |     |     |  | Punti | Pos. |
| ---- | -------- | ----------- | --- | --- | -- | --- | --- | --- | --- | --- | --- | --- | -- | --- | --- | --- | --- | --- |  | ----- | ---- |
| 1989 | March    | 881 e CG891 | Rit | Rit | 11 | Rit | Rit | Rit | Rit | Rit | Rit | Rit | 12 | Rit | Rit | Rit | Rit | Rit |  | 0     |      |

| 1990 | Scuderia     | Vettura |     |    |     |     |    |    |   |     |   |     |   |     |     |     |     |     |  | Punti | Pos. |
| ---- | ------------ | ------- | --- | -- | --- | --- | -- | -- | - | --- | - | --- | - | --- | --- | --- | --- | --- |  | ----- | ---- |
| 1990 | Leyton House | CG901   | Rit | NQ | Rit | Rit | 10 | NQ | 2 | Rit | 7 | Rit | 7 | Rit | Rit | Rit | Rit | Rit |  | 6     | 10º  |

| 1991 | Scuderia     | Vettura |     |     |     |     |     |     |     |     |     |   |     |   |    |     |  |  |  | Punti | Pos. |
| ---- | ------------ | ------- | --- | --- | --- | --- | --- | --- | --- | --- | --- | - | --- | - | -- | --- |  |  |  | ----- | ---- |
| 1991 | Leyton House | CG911   | Rit | Rit | Rit | Rit | Rit | Rit | Rit | Rit | Rit | 6 | Rit | 8 | 17 | Rit |  |  |  | 1     | 18º  |

| 1992 | Scuderia | Vettura |     |     |   |    |     |     |     |     |   |     |   |     |     |     |  |  |  | Punti | Pos. |
| ---- | -------- | ------- | --- | --- | - | -- | --- | --- | --- | --- | - | --- | - | --- | --- | --- |  |  |  | ----- | ---- |
| 1992 | Ferrari  | F92A    | Rit | Rit | 5 | 10 | Rit | Rit | Rit | Rit | 9 | Rit | 6 | Rit | Rit | Rit |  |  |  | 3     | 13º  |

| 1993 | Scuderia | Vettura |     |    |  |  |  |  |  |  |  |  |  |  |  |  |  |  |  | Punti | Pos. |
| ---- | -------- | ------- | --- | -- |  |  |  |  |  |  |  |  |  |  |  |  |  |  |  | ----- | ---- |
| 1993 | Jordan   | 193     | Rit | NQ |  |  |  |  |  |  |  |  |  |  |  |  |  |  |  | 0     |      |

| Legenda | 1º posto     | 2º posto | 3º posto    | A punti         | Senza punti/Non class.  | Grassetto – Pole position Corsivo – Giro più veloce |
| Legenda | Squalificato | Ritirato | Non partito | Non qualificato | Solo prove/Terzo pilota | Grassetto – Pole position Corsivo – Giro più veloce |

### Risultati nella 24 Ore di Le Mans
| Anno | Team                 | Co-piloti                   | Auto          | Classe | Giri | Pos. | Class Pos. |
| ---- | -------------------- | --------------------------- | ------------- | ------ | ---- | ---- | ---------- |
| 1995 | Honda Motor Co. Ltd. | Armin Hahne Bertrand Gachot | Honda NSX GT1 | GT1    | 7    | Rit  | Rit        |